# Friskola

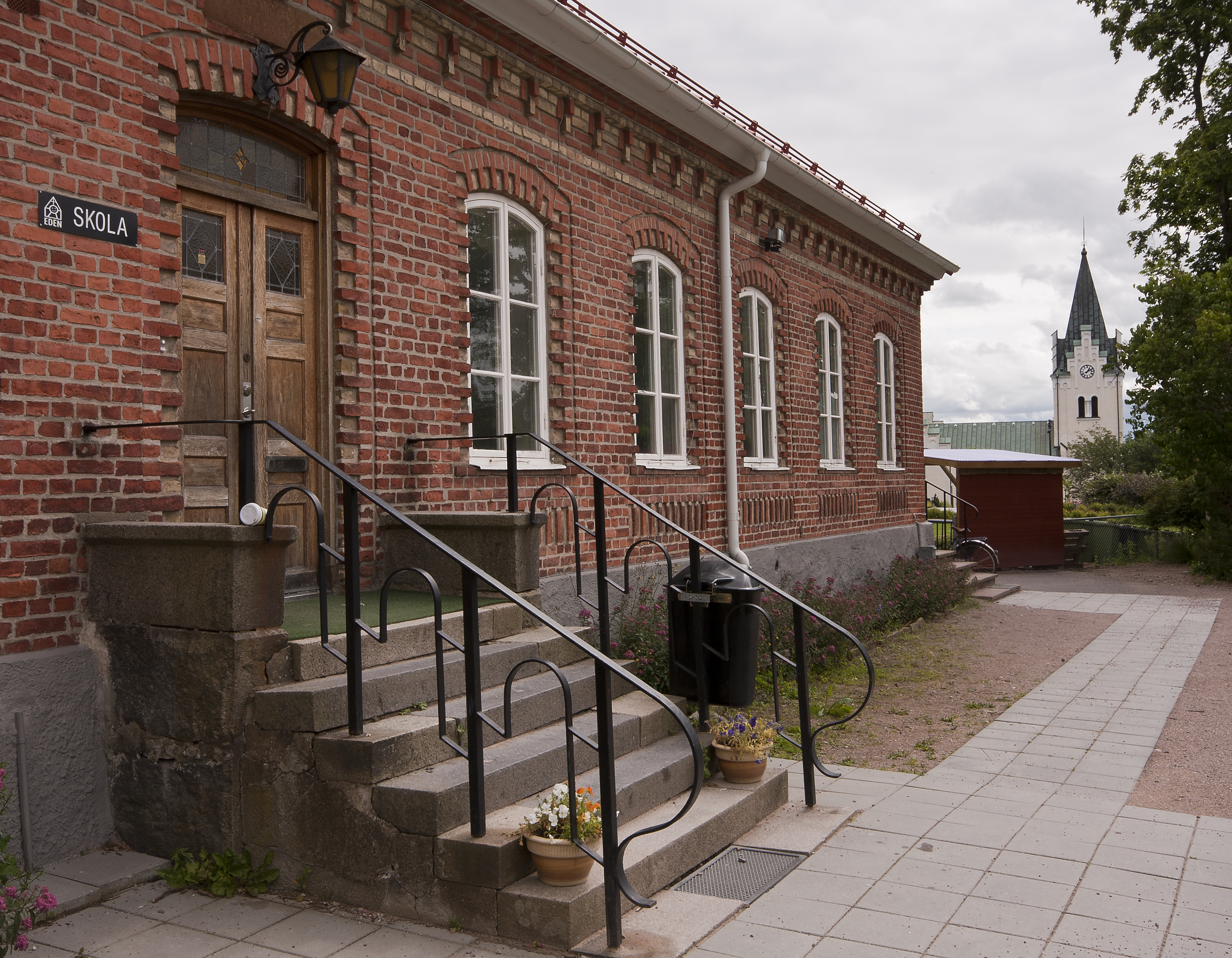
Friskolan Eden i Höör drivs i samarbete med Svenska kyrkan.

Friskola, egentligen fristående skola, är en skola som inte drivs av offentliga sektorn, men som huvudsakligen finansieras av skattemedel. Detta skiljer friskolor från privatskolor, som helt eller delvis finansieras med elevavgifter. Friskolor kan ha olika typer av ägare, exempelvis stiftelser, vinstorienterade privata företag eller icke-vinstorienterade ideella organisationer.

## Friskolor i Danmark
Fria grundskolor har länge funnits i Danmark, ofta med rötter i Grundtvigs folkhögskolerörelse. Många andra friskolor har religiös inriktning eller riktar sig till den tysktalande minoriteten i Slesvig. Cirka 75 procent av elevkostnaderna täcks av det offentliga, resterande kostnader betalas av föräldrarna. En tillsynsman, utsedd av föräldrarna, kontrollerar att undervisningen i kärnämnena lever upp till folkskolans normer. Cirka 90 000 elever går i danska friskolor. Vinsten i danska friskolor stannar i verksamheten.

## Friskolor i Norge
I Norge finansieras 85 procent av kostnaderna per friskoleelev (beräknat mot kostnaden per elev i allmän skola) genom offentliga medel enligt den så kallade friskolelagen. Hösten 2005 fanns cirka 15 000 gymnasieplatser på norska friskolor. Statsminister Jens Stoltenberg, som tillträdde samma höst, har en mer restriktiv inställning till friskolor än Kjell Magne Bondeviks tidigare regering, som hade reviderat friskoleordningen 2003.

## Friskolor i Sverige
En friskola är i svenskt skolväsen en skola med annan ägare än staten, region eller kommun. Svenska friskolor är skattefinansierade med skolpeng.

### Historisk bakgrund
Efter den allmänna skolpliktens införande 1842 fanns en lång tradition av enskilda och privata skolor i det svenska skolsystemet som inte drevs av vare sig staten eller kommuner, och som framför allt finansierats genom elevavgifter. Grundförutsättningen för att dessa fristående skolor skulle få offentligt penningstöd var att de erbjöd en undervisning som saknades inom det ordinarie skolsystemet. De enskilda och privata skolorna sågs alltså främst som ett komplement till det ordinarie skolsystemet och många av dem hade riksintag. 
Många enskilda och privata skolor var antingen internatskolor där eleverna också kunde bo under sin studietid, eller skolor med en estetisk-konstnärlig inriktning. Mest kända har internatskolorna varit, bland annat Sigtunastiftelsens Humanistiska Läroverk och Sigtunaskolan (senare sammanslagna till Sigtunaskolan Humanistiska Läroverket), Grennaskolan, Lundsbergs skola och Solbacka läroverk. Därtill fanns i de större städerna också privata skolor som inte var internatskolor, till exempel Broms skola, Carlssons skola och Göteborgs högre samskola.
Begreppet enskilda skolor kom 1983 att ersättas med termen fristående skolor. I friskolereformen 1992 införde den borgerliga regeringen kommunala bidrag till fristående skolor. Kommunerna ålades att betala friskolorna minst 85 procent av vad en elev kostade i den kommunala skolan. Detta innebar större möjligheter att starta en fristående skola. 
Villkoren för att starta en friskola var till en början relativt oreglerade men kom att skärpas efter regeringsskiftet 1994. Bland annat infördes krav på att en friskola måste ha minst 20 elever och att etablerandet av en friskola i ett särskilt område inte fick ha "påtagligt negativa följder för den offentliga skolverksamheten i kommunen".

### Bestämmelser
För att starta en friskola måste huvudmannen ansöka hos Statens skolinspektion om att få starta skolan. Om skolan uppfyller bestämmelserna och godkänns av Skolinspektionen erhåller den bidrag från elevernas hemkommuner. Skolan är skyldig att löpande delta i kommunala utvärderingar och Skolinspektionens regelbundna tillsyn. Vid allvarliga missförhållanden kan Skolinspektionen återkalla skolans tillstånd och rätten till bidrag.
Fristående skolor finns på såväl grundskole- som gymnasienivå. Det finns också fristående skolor motsvarande särskolor, vilka oftast är integrerade vid en fristående grundskola samt fristående skolor motsvarande gymnasiesärskolor. Fristående förskoleklass kan också bedrivas i anslutning till fristående grundskola eller särskola.
Friskolorna måste stå öppna för alla, men vissa urvalsprinciper, som ska vara offentliga och tydligt formulerade, får användas vid fler sökande än platser. Syskonförtur, kötid och geografisk närhet till bostaden är de enda som är tillåtna.
Friskolor var tidigare i princip inte skyldiga att följa läroplanerna (Lpo 94 respektive Lpf 94) men är sedan införandet av den nya skollagen från 2011 tvungna att följa samma läroplan som de kommunala skolorna. Vissa fristående skolor motsvarande grundskolan använder timplanens tid för "skolans val" för egen profilering, då man exempelvis undervisar i kristendom, judendom eller islam. Ett annat sätt för en fristående skola att profilera sig är att lägga utökad tid i ett eller flera ämnen.

### Inriktningar
De flesta friskolor har allmän inriktning, men det finns också skolor med andra inriktningar, till exempel speciell pedagogik. Enligt skollagen kan fristående skolor, till skillnad från offentliga, ha konfessionell, det vill säga religiös, inriktning. De språkligt/etniska skolorna är en heterogen grupp, där det finns rena språkskolor och även mer kulturorienterade skolor. Skolor med speciell ämnesprofil lyfter fram ett särskilt ämne eller ämnesblock. Internationella skolor är i första hand avsedda för elever vars utbildning i Sverige skall syfta till att underlätta deras vidare skolgång utomlands.

### Ekonomi
Svenska friskolor är skattefinansierade med skolpeng, och får inte ta ut elevavgifter. Anmälnings-, kö- eller registreringsavgifter får inte heller tas ut. Däremot står det friskolorna fritt att ta emot donationer. De flesta friskolor är organiserade som aktiebolag och kan också ha annan verksamhet i företaget, som att producera läromedel eller anordna vuxenutbildning. Cirka en tredjedel av friskolorna är organiserade som ideella föreningar, ekonomiska föreningar eller stiftelser (ungefär lika många av varje). Ett mycket litet fåtal drivs som enskild firma eller handelsbolag. Antagning till fristående grundskolor får endast ske genom anmälningstid (kösystem), närhetsprincip och syskonförtur. Till gymnasieskolan sker antagningen, precis som till kommunala skolor, utifrån betyg. Utbildningen finansieras genom kommunala bidrag från elevernas hemkommuner, den så kallade skolpengen, som beräknas per elev och ska motsvara kommunens egna kostnader.
Friskoleföretagen gör i genomsnitt en rörelsevinst på 5,9 procent, enligt en granskning av tidningen Dagens Samhälle 2012. De flesta företagen återinvesterar hela eller största delen av vinsten i verksamheten.[källa behövs] En del av de mindre företagen har som uttalad policy att ingen utdelning av vinsten till ägarna ska göras.

### Ägande
Det finns friskolor som drivs av enskilda personer, föreningar och stiftelser. Det har även bildats koncerner som driver flera skolor.
Syftet med att driva friskola varierar. Man kan vilja tillgodose specifika pedagogiska modeller, kulturella eller religiösa inriktningar. En friskola kan också vara ett sätt att behålla undervisning på orten, eller att erbjuda särskilt högkvalitativ undervisning. Även skoldrift i rent vinstsyfte förekommer.

### Hemliga betyg
Skolstatistik om elevernas betyg och sammansättning är företags affärshemligheter och får inte offentliggöras på grund av konkurrenssituationen, enligt en dom från Kammarrätten 2019. Domen hänvisar till sekretesslagen och gav stöd till en policyändring av Statistiska centralbyrån om att hemlighålla statistik. För att uppnå lika villkor beslutade Skolverket därför 2020 att all svensk skolstatistik ska sekretessbeläggas, även från kommunala skolor. Sekretessen gäller statistik på lokal och kommunal nivå, men inte på riksnivå.

### Kommunala friskolor
Rösjöskolan i Sollentuna, grundad 1995 eller 1997, var Sveriges första kommunala friskola. Skolans styrelse tog något senare initiativet till det informella nätverket för kommunala friskolor, som 2012 ombildades till KomFri, "föreningen för entreprenörskap i kommunala skolor".
Som ett tvåårigt försök inrättades i Linköpings kommun på nyåret 2006 fem kommunala friskolor, det vill säga att några utvalda kommunala skolor gavs en självständig styrelseform som påminner om privata friskolor. Från juli 2011, när den nya skollagen infördes, ändrades beteckningen till enskilda kommunala skolor (och förskolor). Folkungaskolan i Linköping ingick i försöksperioden, men återgick 2011 till att bli en vanlig kommunal skola. De kvarvarande enskilda kommunala skolorna i Linköping är IS Atlas, Rosendalsskolan, Nygårdsskolan, Skäggetorpsskolan, Skeda/Slaka skolor samt förskolorna inom Fredriksberg, Blästad och Atlas. En slutrapport från försöksperioden publicerades i december 2007.

### Kritik
Friskolornas existens har stöd i flertalet riksdagspartier men reglerna har fått återkommande kritik. I debatten framförs synpunkten att friskolereformen har lett till segregation och utgör en del av förklaringen till Sveriges försämrade skolresultat i Pisa-testerna. I debatten framförs även synpunkter på skolor med religiös inriktning och hur de lägger upp undervisningen, med uppmärksammade inslag av kreationism, könsuppdelade idrottsklasser och värderingar som i dag inte anses reflektera det svenska  samhället.
Friskolereformen genomfördes utan några begränsningar för vinster – ett exempel är Baggiums Praktiska Gymnasium, som åren 2006–2010 gjorde ett netto på 253,4 miljoner kronor.

### Omfattning
Läsåret 1991/92 fanns cirka 90 fristående grundskolor. Läsåret 2010/11 var 16 procent (741 av 4 626) av landets grundskolor och 48 procent (489 av 1 015) av gymnasieskolorna fristående. AcadeMedia är den största friskolekoncernen i Sverige, med verksamhet på förskole-, grundskole- och gymnasienivå samt vuxenutbildning. Koncernen har totalt runt 44 000 förskolebarn och elever samt cirka 20 000 vuxenstuderande i sina verksamheter (siffror från 2012).
Läsåret 2010/11 gick 12 procent av landets grundskoleelever (105 136 av 886 487) i en fristående skola. 24 procent av landets gymnasieelever gick läsåret 2010/11 i en fristående skola. Det finns nästan lika många fristående gymnasieskolor som kommunala, 458 fristående jämfört med 497. 15 procent av landets inskrivna förskolebarn (131 145 av 856 922) gick 2010 i en enskild förskola.
Störst är andelen friskoleelever i storstadsområdena. 
Följande kommuner hade störst andel elever i fristående skolor läsåret 2010/11:
Grundskolan: Upplands Väsby 45 procent, Täby 37 procent, Älvkarleby 34 procent
Gymnasieskolan: Österåker 62 procent, Vaxholm 62 procent, Solna 53 procent
I drygt 80 procent av alla kommuner finns enskilt drivna förskolor. Fristående grundskolor finns i drygt 60 procent av kommunerna och fristående gymnasieskolor i drygt 40 procent av kommunerna.

### Branschföreträdare
Svenska friskolor är idag uppdelade mellan två olika branschorganisationer. Friskolornas riksförbund organiserar friskolor oavsett ägandeform sedan 1995. Sedan 2013 finns också Idéburna skolors riksförbund som organiserar icke vinstdrivande friskolor som drivs av idéburna organisationer.

## USA
I USA finns en driftsform som kallas "charter school". Reglerna skiljer sig mellan delstaterna, men generellt gäller skattefinansiering (skolpeng) och stort föräldrainflytande. Det är en kraftigt växande marknad, men fortfarande är det - nationellt - bara en liten del av USA:s skolväsende som utgörs av charter schools.